# Whitfordiodendron erianthum
Whitfordiodendron erianthum là một loài thực vật có hoa trong họ Đậu. Loài này được George Bentham miêu tả khoa học đầu tiên năm 1852 dưới danh pháp Millettia eriantha. Năm 1912, Stephen Troyte Dunn chuyển nó sang chi Whitfordiodendron với danh pháp Whitfordiodendron erianthum. Năm 1994, Anne M. Schot chuyển nó sang chi Callerya với danh pháp Callerya eriantha. Năm 2019, Compton et al. phục hồi lại chi Whitfordiodendron và chuyển nó trở lại chi này.

## Phân bố
Loài này có tại Borneo, bán đảo Mã Lai, Philippines, Sumatra, Thái Lan.